# Eric Griffin (gitáros)
Eric Michael Griffin (Boston, Massachusetts, 1976. február 24. –) amerikai gitáros.
Hírnevét főleg azzal szerezte, hogy basszusgitáros volt a népszerű glam rock bandában, a Murderdollsban. Jelenleg Los Angelesben él.

## Pályafutása
Griffin 12 évesen kezdett el gitározni. Nagy hatással volt rá a Kiss, és a Mötley Crüe. Körbeutazta a világot, és hírnevet szerzett magának a zenében. 1998-tól 2002-ig egy alternatív rock bandában, a Synical-ban gitározott egy barátja, Ben Graves mellett.
A 2000-res évek elején kezdett el zenélni Graves-szel és Tripp Eisennel egy új bandában, a Murderdollsban. Annak ellenére, hogy egy olyan posztot kellett betöltenie a bandában, amelyet nem nagyon kedvelt (basszusgitár), csatlakozott a Murderdollshoz. Csatlakozásakor az együttes debütáló albuma már kész volt, mégis Griffin készítette el a Beyond the Valley of the Murderdolls borítóját.
Griffin a Murderdolls-szal körbeutazta az egész világot: jártak Japánban, az Egyesült Államokban, az Egyesült Királyságban stb. A banda több videót is kiadott:
- Dead In Hollywood
- White Wedding
- Love at First Fright

2004-ben a Murderdolls gitárosa, Joey Jordison visszatért az elsődleges zenekarába (Slipknot), így a Murderdolls passzív állapotba került. Griffin a történtek után több bandában is megfordult gitárosként: New Rising Son, Roxy Saint, valamint egy koncert erejéig újra beszállt az újjáegyesült Synical-ba.
Együtt dolgozott Ajax Garcia-val és Jesse Méndezszel is egy The Napoleon Blownaparts nevű zenekarban, valamint beugrott egy turné erejéig a Faster Pussycat nevű bandába is.
2006 tavaszán Eric összefogott Brian Haught-tal, hogy újjáélesszék a Synicalt, így kiadták a banda dupla CD-s Quit while you're Behind névre keresztelt albumát.
2006 második felében Eric csatlakozott a Murderdolls frontemberének, Wednesday 13-nek a szóló zenekarához.

## Videók
A Murderdolls videóin kívül Griffin számos más videóban is feltűnt, mint színész.
- Depeche Mode – I Feel Loved
- Alien Ant Farm – Movies ~> Axl Rose-t alakítja
- Static-X – Cold ~> egy vámpír szerepét játszotta
- Goo Goo Dolls – Broadway
- Deftones – Back to School

A Queen of the Damned c. filmben szintén feltűnik.